# Kyselina muricholová
Kyselina muricholová je společné označení pro skupinu žlučových kyselin vyskytujících se ve větších množstvích u myší a v menších množstvích i u jiných organismů. Tyto kyseliny se liší od primárních žlučových kyselin vyskytujících se u lidí, kyseliny cholové a chenodeoxycholové, tím, že mají hydroxylovou skupinu v konfiguraci β na pozici 6. Orientace hydroxylu na pozici 7 určuje konkrétní anomer, tedy zda jde o kyselinu α- nebo β muricholovou. Muricholové kyseliny lze v malých množstvích nalézt v lidské moči.
Třemi nejrozšířenějšími žlučovými kyselinami u myší jsou kyselina cholová, α muricholová a β muricholová. U myší se zdravým mikrobiomem se také vyskytují kyselina ω muricholová a různé sulfatované kyseliny. Konjugací s taurinem (za vzniku tauromuricholových kyselin) nebo s glycinem (za vzniku glykomuricholových kyselin) probíhá v játrech před vyloučením z těla.
Enzymem provádějícím 6-hydroxylační reakce, kterými se utváří muricholové kyseliny u hlodavců, je cytochrom P450 Cyp2c70. Tento enzym vytváří kyselinu α muricholovou z kyseliny chenodeoxycholové a kyselinu β muricholovou z kyseliny ursodeoxycholové.
Tauromuricholové kyseliny jsou antagonisty receptoru žlučových kyselin nazývaného receptor farnesoid X (FXR).

## Struktury

kyselina α muricholová
kyselina β muricholová
kyselina γ muricholová (hyocholová)
kyselina ω muricholová